# Zamarada elonga
Zamarada elonga là một loài bướm đêm trong họ Geometridae.